# Идущие за горизонт
«Идущие за горизонт» — телевизионный художественный фильм режиссёра Николая Калинина.

## Сюжет
Экранизация повести Олега Куваева «Птица капитана Росса» (1968), посвященной проблемам поиска человеком своего предназначения в жизни, обретения им умения и воли «жить по мечте». В ней рассказывается история поиска мест обитания легендарной розовой чайки молодым человеком, быстро теряющим зрение в результате горнолыжной травмы, приведшей к полному краху его спортивной карьеры. Одновременно с написанием сценария фильма и сама повесть подверглась глубокой переработке и в дальнейшем выходила в новом, расширенном виде под названием «Тройной полярный сюжет».

## В ролях
| Актёр               | Роль                              |
| ------------------- | --------------------------------- |
| Иван Гаврилюк       | Саша Ивакин                       |
| Ирина Азер          | Лена                              |
| Николай Крюков      | Иван Никодимыч Шульманов          |
| Валентин Никулин    | Николай Шаваносов                 |
| Эммануил Виторган   | незнакомец Сережа                 |
| Юрий Гончаров       | Прозрачный                        |
| Николай Кузьмин     | Сапсегай                          |
| Эдуард Горячий      | вертолетчик Витя Циппер           |
| Аркадий Пышняк      | Помьяе                            |
| Борис Владомирский  | Сергей Сергеевич                  |
| Владимир Козел      | врач-офтальмолог                  |
| Игорь Комаров       | эпизод                            |
| Николай Смирнов     | директор школы                    |
| Сергей Хитрик       | эпизод                            |
| Евгений Чемодуров   | Хевелёв                           |
| Наталья Чемодурова  | вдова вертолетчика                |
| Сергей Полежаев     | сотрудник морского управления     |
| Валерий Келле-Пелле | шофёр                             |
| Павел Кормунин      | Прохоров                          |
| Ю.Галкин            | эпизод                            |
| Марина Бойцова      | Анютка                            |
| Алексей Батыгин     | Сапсегай в молодости              |
| Геннадий Овсянников | эвенк на аэродроме (нет в титрах) |
| Степан Хацкевич     | эпизод (нет в титрах)             |

## Награды
Исполнитель роли Саши Ивакина Иван Ярославович Гаврилюк получил приз (Гран-при) Международного кинофестиваля телефильмов в Париже 1973 года — «За лучшее воплощение образа романтического героя» в телефильме «Идущие за горизонт».